# Île Virginia
L'île ou îlot Virginia (en italien : isolino Virginia) est une île d'Italie du lac de Varèse appartenant administrativement à Biandronno.

## Géographie
Elle s'étend sur environ 290 m de longueur pour une largeur approximative de 97 m. Ce qui semble être une formation naturelle émanant d'un lac d'origine glaciaire résulte en fait de la sédimentation de débris accumulés au millénaire, à la suite d'un établissement humain qui choisit le lac pour un double objectif : exploiter un habitat favorable pour la pêche et échapper aux animaux prédateurs et aux tribus rivales.
Selon les résultats obtenus par l'étude de la stratigraphie par l'archéologue Mario Bertolone, la colonisation humaine date du cinquième millénaire av. J.-C. au milieu du néolithique. Les plus anciennes traces de présence humaine sur l'île remontent au paléolithique supérieur.
Avec l'avènement du néolithique, la vie de l'homme se concentre principalement sur les rives ouest et sud-ouest du lac de Varèse, autour des étangs qui remplissent le bassin au pied des précipices de Varesine et qui avaient autrefois des bassins plus étendus, alimentés par les rivières sortant du cours irrégulier, avec de vastes zones marécageuses. 
L'île à une végétation riche en nénuphars et est fréquentée par de nombreux oiseaux tels le héron et le canard colvert.

## Histoire
Nommée à l'origine, île de San Biagio puis Donna Isola di Camilla Litta, elle est renommée à la fin du XIXe siècle par son dernier propriétaire, le marquis Andrea Ponti. Entre 1876 et 1884, plusieurs recherches archéologiques et des fouilles sont réalisées par celui-ci qui y trouvent des restes d'une civilisation palafittique. Ses trouvailles sont conservées en partie dans le musée situé sur l'île et au musée archéologique de Villa Mirabello à Varèse, qui reçut en 1962 le don, par ses héritiers, de la collection archéologique d'Andrea Ponti.
Depuis 2011, l'île est entrée parmi les sites palafittiques préhistoriques autour des Alpes protégés par l'UNESCO. 